# 埃爾科拉爾
埃爾科拉爾（西班牙語：El Coral），是尼加拉瓜的城鎮，位於該國中部，由瓊塔萊斯省負責管轄，始建於1880年，面積306平方公里，海拔高度180米，2005年人口14,905，人口密度每平方公里42.17人。
11°54′57″N 84°39′1″W / 11.91583°N 84.65028°W